# Aquilegia (araldica)
In araldica il fiore di aquilegia (detta anche colombina) compare raramente.
Nel linguaggio dei fiori questa pianta è l'emblema della malinconia, ma nel simbolismo araldico è quello dell'amore verso Dio e della carità verso il prossimo.
Di solito è rappresentata con tre petali, pendente e con il gambo verso l'alto.

D'argento, alla fascia di rosso, accompagnata da sei aquilegie d'azzurro, fustate di rosso, tre in capo e tre in punta (famiglia Freslon de La Freslonnière, Francia)
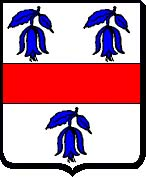
D'argento, alla fascia di rosso, accompagnata da tre fiori d'aquilegia d'azzurro (famiglia de Versoris, Francia)
D'argento, a una lagrima di nero, accompagnata da tre aquilegie d'azzurro (famiglia de Convert, Francia)
D’azzurro, a tre aquilegie d'oro (famiglia du Feu, Francia)

## Traduzioni
- Francese: ancolie
- Inglese: aquilegia, columbine
- Tedesco: Dreiblatt
- Spagnolo: aguileña